# José Gabriel Aldama Camba
José Gabriel Aldama Camba (1850- Sanlúcar de Barrameda, 1901?) sucedió a su tío León Aldama y Respaldiza en la dirección y propiedad de la empresa vitivinícola Bodegas Aldama. A sus treinta y ocho años era ya el sexto mayor contribuyente de Sanlúcar de Barrameda. Poseía viñas en el pago de Maina y bodegas de crianza en la Banda de la Playa como las de San Juan y San Antonio, que albergaban grandes soleras Entre sus las especialidades destacaron: el Amontillado Dorotea, el Moscatel IX Perlas, y el Pedro Ximénez Corona.